# The Spirit (filme)
The Spirit é um filme de 2008 adaptado da história em quadrinhos homônima. Foi escrito e dirigido por Frank Miller e estrela Gabriel Macht, Samuel L. Jackson, Sarah Paulson, Scarlett Johansson e Eva Mendes. A tira de jornal na qual o filme foi baseado era escrita por Will Eisner. Batfilm, OddLot e Lionsgate produziram o filme.

## Sinopse
Em Central City, o policial novato Denny Colt é assassinado mas volta dos mortos como o detetive conhecido apenas como "O Espírito" (no original em inglês, The Spirit). Seu maior rival é o vilão conhecido como "O Polvo" (Octopus). Outra conhecida é a femme fatale Sand Saref, que descobre duas caixas em um lago das proximidades. Ela tenta fugir com essa carga mas Octopus parte as cordas que as uniam e consegue ficar com uma das caixas, com Saref levando a segunda consigo. Logo a seguir Espírito e Polvo entram em uma luta devastadora, mas nenhum dos dois aparentam se preocupar com os ferimentos mortais que sofrem com os golpes um do outro.

## Elenco
| Ator               | Personagem             |
| ------------------ | ---------------------- |
| Gabriel Macht      | Espírito/Denny Colt    |
| Samuel L. Jackson  | Polvo/Octopus          |
| Scarlett Johansson | Silken Floss           |
| Eva Mendes         | Sand Saref             |
| Sarah Paulson      | Helen Dolan            |
| Jaime King         | Lorelei Rox            |
| Dan Gerrity        | Det. Sussman           |
| Louis Lombardi     | Pathos / Ethos / Logos |
| Dan Lauria         | Dolan                  |
| Paz Vega           | Plaster de Paris       |
| Stana Katic        | Morgenstern            |
| Eric Balfour       | Mahmoud                |
| Johnny Simmons     | Espírito quando jovem  |
| Seychelle Gabriel  | Sand quando jovem      |
| Kimberly Cox       | Damsel in Distress     |

## Recepção
O Metacritic, que usa uma média ponderada, atribuiu ao filme uma pontuação de 30 em 100, baseado em 24 críticos, indicando críticas "geralmente desfavoráveis".